# Stazione di Forest Hills (New York)
La stazione di Forest Hills (in inglese Forest Hills Station) è una fermata ferroviaria della Main Line della Long Island Rail Road. Serve l'omonimo quartiere del borough newyorkese del Queens.

## Storia
La stazione fu aperta il 5 agosto 1911. Tra luglio e settembre 2018 le due banchine della stazione sono state allungate di 61 metri, così da poter accogliere treni con 6 carrozze.

## Strutture e impianti
La stazione dispone di due banchine laterali e quattro binari.

## Movimento
La stazione è servita dai treni delle linee Babylon, Far Rockaway, Hempstead, Long Beach, Montauk, Oyster Bay, Port Jefferson, Ronkonkoma e West Hempstead del servizio ferroviario suburbano Long Island Rail Road.

## Servizi
La stazione è accessibile alle persone con disabilità motoria.
- Biglietteria automatica
- Sala d'attesa

## Interscambi
La stazione è servita da alcune autolinee gestite da MTA Bus e sorge vicino alla stazione della metropolitana Forest Hills-71st Avenue della linea IND Queens Boulevard, dove fermano i treni delle linee E, F, M e R.
- Stazione metropolitana (Forest Hills-71st Avenue, linee E, F, M e R)
- Fermata autobus